# Jani Klinga
Jani Klinga (* 2. Juni 1975 in Lahti) ist ein ehemaliger finnischer Skispringer. Er war bis 2016 Cheftrainer der finnischen Nationalmannschaft.

## Werdegang

### Skispringer
Klinga sprang am 6. März 1993 erstmals im Skisprung-Weltcup. Das Springen in seiner Heimat Lahti blieb mit Platz 39 ohne Punktgewinn. Für zwei Jahre sprang er anschließend ausschließlich im Continental Cup (COC). Nach dortigen Erfolgen wurde er 1995 erneut in den Weltcup-Kader berufen und sprang bereits bei seinem ersten Weltcup seit 1993 am 28. Januar 1995 in Lahti mit Platz 30 in die Punkteränge. Auch im zweiten Springen von der Großschanze gewann er mit einem 24. Platz sieben Weltcup-Punkte. Am Ende der Weltcup-Saison 1994/95 stand er mit insgesamt 8 gewonnenen Weltcup-Punkten auf Platz 86 der Weltcup-Gesamtwertung. In der folgenden Saison stand er fest im Weltcup-Kader und kam nach mehreren Punktgewinnen am Ende auf den 67. Platz in der Weltcup-Gesamtwertung. Es war jedoch seine letzte Saison im Weltcup. Im Continental Cup sprang er noch ein Jahr länger, konnte aber auch hier keine Erfolge mehr erzielen und beendete daraufhin 1997 seine aktive Skisprungkarriere.

### Trainer
Bereits drei Jahre nach seinem Karriereende begann Klinga 2000 als Trainer des finnischen B-Kaders. Von 2004 bis 2006 betreute er die Finnischen Nordischen Kombinierer als Sprungtrainer. Im Anschluss daran arbeitete er als persönlicher Trainer in Japan und betreute dort Daiki Itō und Noriaki Kasai. Zur Saison 2014/15 übernahm er den Finnischen A-Kader und betreute diesen erstmals beim Skisprung-Grand-Prix 2014.
Anfang 2016 wurde der Österreicher Andreas Mitter sein Nachfolger als finnischer Cheftrainer.
Klinga ist heute als Skisprungnationaltrainer in China tätig.